# Мурадим (Аургазинський район)
Муради́м (рос. Мурадым, башк. Мораҙым) — присілок у складі Аургазинського району Башкортостану, Росія. Входить до складу Михайловської сільської ради.
Населення — 773 особи (2010; 862 в 2002).
Національний склад:
- башкири — 100%